# Джеймс, Лиэм
Лиэм Джеймс (англ. Liam James; 1955, Гренада) — гренадский коммунистический политик и военный, член политбюро ЦК Нового движения ДЖУЭЛ. Подполковник гренадской армии, заместитель министра обороны в Народно-революционном правительстве. Участник государственных переворотов марта 1979 и октября 1983. Заместитель председателя Революционного военного совета в октябре 1983. Осуждён по процессу Гренада 17, приговорён к смертной казни с заменой на пожизненное заключение. Освобождён в 2009 году.

## Коммунист-«апостол»
Родился в католической семье. После окончания школы и колледжа был профсоюзным активистом. С ранней юности проникся идеями коммунизма, был одним из основателей молодёжного движения JOY и марксистско-ленинской организации OREL.
После создания социалистической партии марксистского толка Новое движение ДЖУЭЛ (NJM) Лиэм Джеймс стал членом группы «12 апостолов» — первого состава Национально-освободительной армии. Прошёл военное обучение в Гайане. Был одним из руководителей молодёжной организации NJM. В 1976 году руководил предвыборной кампанией Бернарда Корда.
13 марта 1979 участвовал в государственном перевороте, свергнувшем правительство Эрика Гейри и приведшем к власти NJM.

## Партийный силовик. В перевороте 1983
Как один из силовиков партии, 24-летний Лиэм Джеймс получил в Народно-революционном правительстве (PRG) Мориса Бишопа должности заместителя министра обороны и внутренних дел. Курировал вопросы национальной безопасности. Имел звание подполковника Народно-революционной армии (PRA). Являлся одним из приближённых командующего PRA генерала Хадсона Остина.
Политически Лиэм Джеймс принадлежал к сталинистской группе Бернарда Корда. Был сторонником жёсткого однопартийного режима. На посту в министерстве обороны выступал за максимальное усиление PRA и участие Гренады в геополитических проектах «реального социализма». Был одним из организаторов строительства международного аэропорта на Гренаде.

Лиэм Джеймс, член ЦК, прошедший военную подготовку в Советском Союзе, писал в начале 1980 года, что контрреволюцию удаётся подавить интернациональными усилиями, что аэропорт будет использоваться кубинскими и советскими военными.

Осенью 1983, при резком обострении политического противоборства в руководстве NJM, Лиэм Джеймс активно поддержал группу Корда-Остина. В сентябре-октябре подполковник Джеймс был одним из авторов решения о смещении и аресте премьер-министра Бишопа. Участвовал в силовом подавлении протестов 19 октября 1983, когда были убиты Морис Бишоп и его ближайшие сторонники.
В тот же день Лиэм Джеймс стал заместителем председателя Революционного военного совета — высшего органа власти, созданного и возглавленного генералом Остином вместо распущенного PRG.

## Заключение, преображение, освобождение
После вторжения США на Гренаду Лиэм Джеймс был арестован и передан новым гренадским властям. Он предстал перед судом по обвинению в государственном перевороте и убийстве Мориса Бишопа с его сторонниками в Форт-Руперте. В декабре 1986 четырнадцать подсудимых процесса Гренада 17, в том числе Лиэм Джеймс, были приговорены к смертной казни. В 1991 году смертные приговоры заменились пожизненным заключением.
В тюрьме Лиэм Джеймс получил степень бакалавра Лондонского университета. Преподавал экономику в тюремной школе. Юридическая защита Лиэма Джеймса отмечала его «духовное преображение» после прочтения книги Виктора Франкла Человек в поисках смысла.
В 1996 году Джеймс участвовал в написании Открытого послания Reflections and Apologies — Размышления с просьбой о прощении. В этом документе «некоторые бывшие лидеры NJM» (Корд, Джеймс, Стрэчан, Лэйн) заявили о принятии на себя морально-политической ответственности за происшедшее на Гренаде в 1979—1983, в том числе за октябрьские события. Они принесли извинения гренадскому народу за пережитые бедствия, хотя объясняли их общей обстановкой Холодной войны, и обязались в будущем прекратить политическую деятельность.
Лиэм Джеймс был освобождён 5 сентября 2009, одним из последних, после почти 26 лет заключения.